# 白石あこ
白石 あこ（しらいし あこ、1997年12月22日 - ）は、日本のAV女優。ティーパワーズ所属。

## 略歴
2016年または2017年頃、秋葉原のメイド喫茶でアルバイトをしていたという噂が広まる。
2018年2月、ムーディーズ専属女優の「平沢すず（ひらさわ すず）」としてAVデビュー。マインズ所属。6作品に出演し活動を休止。
2020年2月、プレステージ専属女優の「白石あこ」として再デビュー。

## 人物
神奈川県出身。なお「平沢すず」のプロフィールは山梨県出身（1998年3月4日生）とされていた。
趣味は旅行、特技は料理。
初体験は高校1年の時で、相手はバイトの先輩。デビュー前の経験人数は2人。

AVは見ていなかったが、AV女優のツイッターやブログを見て憧れを抱き、中でも橋本ありなに衝撃を受け、自ら応募してAV女優になった。
2020年4月25日の公式ツイッターで、ネットでの自身への誹謗中傷が一度引退した理由であると告白。ただ、ツイッターのアカウントは後に削除されている。

## 出演作品

### アダルトDVD
平沢すず 名義
2018年
- 新人18歳 ハニカミ女子大生 AVデビュー（2月1日、MOODYZ）
- イッちゃう瞬間お潮がいっぱい出ちゃった!! 〜全身性感帯の原石が完全覚醒オーガズムドキュメント〜（3月1日、MOODYZ）
- いつでもどこでも即ハメメイド（4月1日、MOODYZ）
- 精子まみれでジックリたっぷりお掃除フェラ 超快感おしゃぶりフルコース（4月13日、MOODYZ）
- ビクビク痙攣が止まらない 性感開発オイルマッサージ（5月13日、MOODYZ）
- デカ尻風俗マニアックス 〜ご奉仕ヒップで窒息快感フルコース〜（6月13日、MOODYZ）

白石あこ 名義
2020年
- 白石あこ なまなかだし 33（2月21日、プレステージ）
- 本番オーケー!? 噂の裏ピンサロ 14（3月20日、プレステージ）
- 白石あこの極上筆おろし 36（4月14日、プレステージ）
- 天然成分由来 白石あこ汁 120% 65（5月22日、プレステージ）
- 人生初・トランス状態 激イキ絶頂セックス 52（7月16日、プレステージ）共演:大槻ひびき
- 新・絶対的美少女、お貸しします。 ACT.99（8月21日、プレステージ）

2021年
- 白石あこがご奉仕しちゃう超最新やみつきエステ 51（1月8日、プレステージ）
- “中出し”やりたい放題 8（2月12日、プレステージ）
- 白石あこ 8時間 BEST PRESTIGE PREMIUM TREASURE Vol.1（3月19日、プレステージ）※単体ベスト

### イメージDVD
- Ako silent beautiness 白石あこ（2020年4月16日、REbecca）

### デジタル写真集
白石あこ 名義
2020年
- 白石あこの膣にどっぷり大量射精。（9月18日、プレステージ出版）
- 白石あこがアナタの初めて奪ってあげる!!（10月2日、プレステージ出版）
- 裏ピンサロ（11月13日、プレステージ出版）
- 白石あこが、びしょびしょ（12月4日、プレステージ出版）

2021年
- noir et blanc ノワール・エ・ブラン 【グラビア写真集】白石あこ（2月19日、プレステージ出版、撮影：街田和由）
- noir et blanc ノワール・エ・ブラン 【ヌード写真集】白石あこ（2月19日、プレステージ出版、撮影：街田和由）
- PRESTIGE POSE MESSAGE 白石あこ 01（6月11日、プレステージ出版）
- DX EDITION 白石あこ（12月31日、プレステージ出版）

## 出演

### テレビ
- ビ〜チ9（2018年2月 - 、テレビ埼玉） - マンスリーゲスト

## 掲載

### 雑誌
- 月刊DMM 2018年3月号（ジーオーティー） - インタビュー「HATSUMONO!」
- ズバ王 2018年3月号（ジーオーティー） - 表紙、グラビア「初めての恥じらい」